# Abysses (série télévisée)
Production
Diffusion
Abysses (The Swarm / Der Schwarm) est une série télévisée internationale de science-fiction réalisée en 2021 par Barbara Eder, Luke Watson et Philipp Stölzl d'après un scénario de Steven Lally, Marissa Lestrade, Chris Lunt, Michael A. Walker,,.
Il s'agit de l'adaptation du roman du même nom de Frank Schätzing publié en 2004.
Ce thriller de science-fiction écologique est produit sous la direction de la chaîne de télévision publique allemande ZDF dans le cadre de l'Alliance européenne, avec France Télévisions et la Rai, et en coproduction avec ORF, SRF, Nordic Entertainment Group (NENT) et Hulu Japan qui ont formé la joint-venture « Schwarm TV Productions GmbH & Co KG »,,,,,. La série bénéficie du soutien du programme « Creative Europe - MEDIA » de l'Union européenne et est financée par le « German Motion Picture Fund » (GMPF),.
La production exécutive est assurée par Intaglio Films et ndF International, en coproduction avec Bravado Fiction et Beside Productions pour la Belgique et Viola Film, qui gère la production exécutive en Italie,,.
La série est présentée hors compétition au Festival Séries Mania à Lille en mars 2023,.

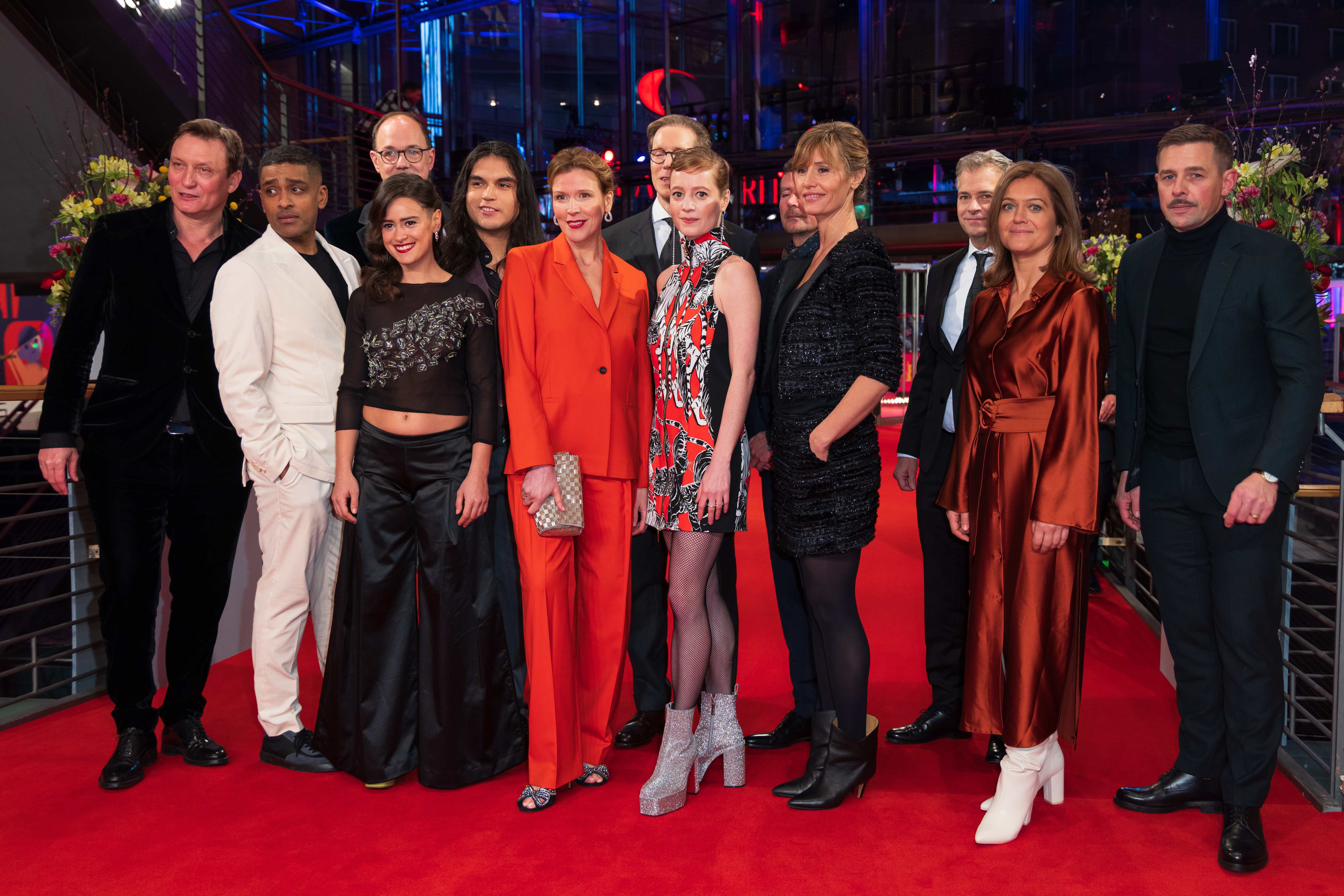
Der Schwarm (Berlinale 2023).

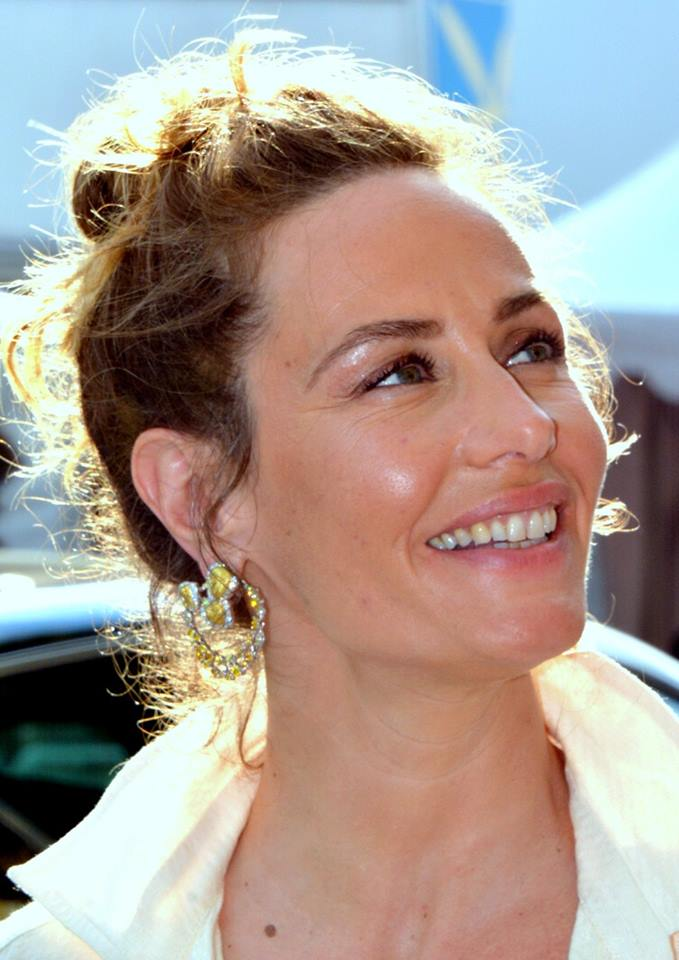
Cécile de France.

## Synopsis
Et si, après des années de pollution et de changement climatique, la nature se rebellait ?
Au large du Pérou, un pêcheur est attaqué par un gigantesque banc de poissons, tandis qu'au large de l'île de Vancouver une baleine à bosse pulvérise un bateau de touristes, suivie par des orques qui attaquent sans pitié les survivants. Dans le même temps, en Europe, un restaurateur français meurt après avoir été contaminé par un liquide suspect projeté par un homard, une scientifique en poste sur une île au large des côtes d'Écosse observe la remontée en surface d'innombrables blocs d'hydrate de méthane congelé et un navire de recherche observe l'apparition et la prolifération sur les fonds marins en marge du plateau continental de la Norvège d'une nouvelle espèce de vers de glace géants.

## Distribution
- Cécile de France (VF : elle-même) : Dr Cécile Roche, microbiologiste
- Leonie Benesch (VF : Adeline Moreau) : Charlie Wagner, doctorante en biologie marine
- Barbara Sukowa (VF : Béatrice Delfe) : Pr Katherina Lehmann; chercheuse en biologie marine
- Alexander Karim (VF : Marc Arnaud) : Dr Sigur Johanson, enseignant-chercheur en biologie marine
- Joshua Odjick (VF : Alexis Tomassian) : Leon Anawak, cétologue
- Krista Kosonen (VF : Chloé Berthier) : Tina Lund, consultante pour Overstadt Energy
- Rosabell Laurenti Sellers : Alicia Delaware, biologiste marine
- Takuya Kimura (VF : Pierre Tessier) : Aito Mifune, homme d'affaires
- Takehiro Hira (VF : Jérôme Pauwels) : Riku Sato, employé de Mifune
- Eidin Jalali (de) (VF : Mhamed Arezki) : Rahim Amir, doctorant en biologie marine
- Dutch Johnson (VF : Serge Faliu) : Jack Greywolf O'Bannon, collègue de Léon
- Sharon Duncan-Brewster (VF : Annie Milon) : Samantha Crowe, astrophysicienne
- Lydia Wilson (VF : Stéphanie Hédin) : Sara Thompson, employée de Mifune
- Claudia Jurt (VF : Jessie Lambotte) : Dr Natalia Oliviera, microbiologiste
- Oliver Masucci (VF : Boris Rehlinger) : le capitaine du Thorvaldson, Jasper Alban
- Klaas Heufer-Umlauf (de) (VF : Pascal Nowak) : Luther Roscovitz, pilote de sous-marin
- Fabien Lucciarini (VF : Patrick Bonnel) : Lucien Bisset
- Franziska Weisz (VF : Ingrid Donnadieu) : Pr. Granelli, medecin et collègue de Cécile Roche
- David Menkin (no) (VF : Jean-Pascal Quilichini) : Stephen Peak, membre de la commission
- Jack Greenlees (en) (VF : Alexis Victor) : Douglas MacKinnon, pêcheur écossais
- Eva Röse : Erika Skaugen, PDG de l'entreprise Overstadt Energy
- Enrica Cortese : Alaina, barmaid écossaise
- Andrea Gao : Jessica, doctorante en biologie marine
- David Vormweg : Tomas, doctorante en biologie marine
- Gerald Kyd (en) : Michael Roche, mari de Cécile
- Alba Gaïa Bellugi : Isabelle Roche, fille de Cécile
- Vittorio Fiorini : Louis Roche, fils de Cécile
- Michele Favaro : Max, compagnon de Rahim
- Elizabeth Kinnear : Lizzie Stringer, amie de Léon
- Violetta Calderini Jackson : Sofia

 Source et légende : version française (VF) sur RS Doublage

## Production

### Genèse et développement
Frank Doelger, qui fut de 2011 à 2019 un des deux producteurs de Game of Thrones, la série fantastico-médiévale la plus diffusée dans le monde, annonce en 2020 à Cannes, dans le cadre du Marché international des programmes de télévision (MIPTV), l'adaptation du best-seller international Abysses de l'auteur allemand Frank Schätzing, publié initialement en Allemagne et en Autriche en 2004 sous le titre Der Schwarm, qui a été en tête de la liste des romans les plus vendus en Allemagne pendant huit mois, s'est vendu à plus de 4,5 millions d'exemplaires rien qu'en Allemagne et a été traduit en 27 langues dans le monde,,,,,.
La série est le premier projet de la société Intaglio Films dirigée par Doelger, une joint-venture formée en 2019 par la société allemande de production Beta Film et ZDF Enterprises, en association avec ndF International Production,.
La production est assurée par le romancier Frank Schätzing lui-même, avec Eric Welbers de la société de production allemande ndF et les deux producteurs de Game of Thrones Frank Doelger et Mark Huffam.
Frank Schätzing a fourni l'histoire originale sur laquelle la série est basée et l'a adaptée au nouveau format : « Il était important pour moi que nous n'adaptions pas simplement The Swarm pour l'écran, mais que nous le modernisions plutôt. Une interprétation pour les jours à venir, qui se concentre sur la vie, les peurs et les espoirs des jeunes générations »,.
Le scénario de la série est écrit par Steven Lally, Marissa Lestrade, Chris Lunt et Michael A. Walker,. 
Le professeur Antje Boetius de l'Institut Alfred-Wegener pour la recherche polaire et marine et le Dr Jon Copley, professeur d'exploration océanique à l'Université de Southampton, sont les conseillers scientifiques de la série,.
Doelger dit de la série qu'il s'agit d'une « exploration fulgurante de la catastrophe imminente provoquée par le mépris insensible de l'homme pour les océans, un scénario apocalyptique aussi désastreux que tout ce qu'imaginait George R.R. Martin » : « Lorsque j'ai lu le roman pour la première fois, j'ai pensé qu'il s'agissait d'un merveilleux exemple de force de vie intelligente présente sur cette planète et responsable de l'évolution de l'homme à partir de la mer et du bien-être des océans. C'est une force de bienveillance et d'amour, mais aussi, comme un Dieu vengeur, elle se venge de ceux qui pervertissent l'ordre naturel ».
Pour Filippa Wallestam, directrice du contenu du groupe Nordic Entertainment Group (NENT) « C'est une histoire unique et urgente qui nous confronte à une planète dangereusement déséquilibrée. The Swarm sera une série complexe, ambitieuse et visuellement époustouflante »,.
La conseillère scientifique Antje Boetius souligne que « Frank Schätzing a exprimé de manière impressionnante dans son best-seller Der Schwarm en 2004 que nous, les humains, devons apprendre à coopérer avec la vie marine, à la renforcer plutôt qu'à la détruire. Et aujourd'hui, il est plus urgent que jamais de s'intéresser à notre relation avec la mer. La narration et la force visuelle du film, en nous plaçant dans la perspective de la vie marine et en montrant des héroïnes qui protègent les mers, ouvrent de nouvelles façons de penser ».
Doelger annonce en mars 2022 que la série sera présentée en première au Festival international du film de Berlin en 2023 et que des discussions sont en cours sur la réalisation d'une deuxième série. Il précise également que, après avoir longtemps pensé à une coproduction internationale limitée à l'Amérique du Nord et à l'Europe, l'ajout d'une dimension japonaise a vraiment donné une dimension supplémentaire à la série.

### Attribution des rôles
La distribution internationale est sélectionnée par Robert Sterne, directeur de casting de la série The Crown, et regroupe des acteurs français, belges, allemands, britanniques, américains, canadiens, néerlandais et japonais,,.

### Tournage
Le tournage de la série débute en mai 2021 en Italie. Les tournages en extérieur sont effectués à Venise (sur le Grand canal et sur le canal Rio Marin), dans la province de Rovigo en Vénétie, dans le Latium (Torre Flavia) et dans les Pouilles (à Trani et dans les environs du phare de Punta Palacia au Cap d'Otrante), les tournages en intérieur étant réalisés dans les studios Tiburtina à Rome,,,,,.
Eric Welbers de ndF souligne que « la variété de décors que nous sommes capables de recréer en Italie est incroyable : du Canada au Pérou en passant par la Norvège et au-delà ».
Il ajoute que la série est une « production verte, une grande partie de l'action étant recréée en post-production et les séquences sous-marines du livre ne se faisant pas en haute mer, mais dans un réservoir en Belgique », après le tournage estival en Italie : les dernières scènes de la série sont en effet tournées en septembre et octobre 2021 dans un studio sous-marin de 23 millions d'euros à la périphérie de Bruxelles en Belgique, le plus grand studio aquatique d'Europe,.

### Fiche technique
- Titre original : The Swarm
- Titre en français : Abysses
- Genre : science-fiction, thriller environnemental, thriller écologique[2],[16],[15]
- Production : Frank Doelger
- Sociétés de production : ZDF, France Télévisions, Rai, ORF, SRF, Nordic Entertainment Group et Hulu Japan
- Réalisation : Luke Watson (épisodes 1 et 2), Barbara Eder (épisodes 3, 4, 5 et 6) et Philipp Stölzl (épisodes 7 et 8)[7]
- Scénario : Steven Lally, Marissa Lestrade, Chris Lunt et Michael A. Walker[2],[3],[7]
- Musique : Dascha Dauenhauer[7],[23]
- Décors : Julian R. Wagner[7],[23]
- Costumes : Carlo Poggioli[9],[7],[23]
- Photographie : David Luther et Dominik Berg[7],[23]
- Son : Anton Dillinger[7]
- Montage : Sandy Saffeels, Robert Stuprich et Philipp Ostermann[7],[23]
- Maquillage : Barbara Pellegrini[7],[23]
- Pays de production :  Allemagne /  France /  Italie /  Autriche /  Suisse /  Suède /  Japon
- Langue originale : anglais, allemand, français, néerlandais, suédois, japonais[23]
- Format : couleur
- Nombre de saisons : 1
- Nombre d'épisodes : 8
- Durée : 40 minutes
- Dates de première diffusion :
  - Première mondiale lors du Festival international du film de Berlin le 19 février 2023, hors compétition[23]
  - Suisse : 22 février 2023 sur Play Suisse[24]
  - France : 5 juin 2023 sur France 2[25]
  - États-Unis : 12 septembre 2023 sur The CW[26]

## Accueil

### Audiences et diffusion

#### En France
En France, la série est diffusée le lundi à 21 h 10 sur France 2 par salve de deux épisodes du 5 au 26 juin 2023.
| Épisode              | Diffusion            | Diffusion            | Audience moyenne          | Audience moyenne                       | Audience moyenne         | Audience moyenne | Réf.   |
| Épisode              | Jour                 | Horaire              | Nombre de téléspectateurs | Part de marché (sur les 4 ans et plus) | Part de marché (FRDA-50) | Classement       | Réf.   |
| -------------------- | -------------------- | -------------------- | ------------------------- | -------------------------------------- | ------------------------ | ---------------- | ------ |
| 1                    | Lundi 5 juin 2023    | 21 h 10 - 21 h 55    | 3 150 000                 | 15,4 %                                 | 10,5 %                   | 1er              | [ 27 ] |
| 2                    | Lundi 5 juin 2023    | 22 h 00 - 22 h 45    | 2 940 000                 | 15,8 %                                 | 10,5 %                   | 1er              | [ 27 ] |
| 3                    | Lundi 12 juin 2023   | 21 h 10 - 21 h 55    | 2 550 000                 | 13,1 %                                 | 9 %                      | 2e               | [ 28 ] |
| 4                    | Lundi 12 juin 2023   | 22 h 00 - 22 h 45    | 2 350 000                 | 12,9 %                                 | 9 %                      | 2e               | [ 28 ] |
| 5                    | Lundi 19 juin 2023   | 21 h 10 - 21 h 55    | 2 050 000                 | 9,5 %                                  | 6,3 %                    | 2e               | [ 29 ] |
| 6                    | Lundi 19 juin 2023   | 22 h 00 - 22 h 45    | 1 840 000                 | 9 %                                    | 6,3 %                    | 2e               | [ 29 ] |
| 7                    | Lundi 26 juin 2023   | 21 h 10 - 21 h 55    | 2 150 000                 | 11,2 %                                 | 6,7 %                    | 3e               | [ 30 ] |
| 8                    | Lundi 26 juin 2023   | 22 h 00 - 22 h 45    | 1 850 000                 | 10,3 %                                 | 6,7 %                    | 3e               | [ 30 ] |
|                      |                      |                      |                           |                                        |                          |                  |        |
| Moyenne de la saison | Moyenne de la saison | Moyenne de la saison | 2 360 000                 | 12,1 %                                 | 8,1 %                    |                  | [ 31 ] |

- Les plus hauts chiffres d'audience
- Les plus bas chiffres d'audience

### Accueil critique
Sur Rotten Tomatoes, la série obtient un score de 70 % de critiques positives.
Sur Metacritic, la série reçoit un score de 54 %  sur la base de 5 critiques collectées, indiquant des avis « Mixed or Average ».
Pour le site Ciné Série, « La série Abysses relève le défi de mêler le thème du dérèglement climatique et du thriller angoissant. Suspense, tension, action et scènes de science-fiction tout y est pour plaire aux amateurs de ce genre de fiction catastrophe […] Abysses est une fiction catastrophe très actuelle qui soulève pas mal de questions concernant l'environnement et notre avenir, le tout avec une intrigue bien ficelée et riche en rebondissements ».